# 米哈伊尔·格列丘哈
米哈伊尔·谢尔盖耶维奇·格列丘哈（俄語：Михаи́л Серге́евич Гречу́ха；1902年9月6日（19日）—1976年5月15日），苏联烏克蘭裔党和国家领导人。曾任乌共（布）日托米尔州委第一书记，乌克兰苏维埃社会主义共和国最高苏维埃主席团主席、乌克兰苏维埃社会主义共和国部长会议第一副主席、副主席等职。。

## 生平
- 1902年9月6日（格里历：9月19日）出生于沙俄切尔卡瑟区莫什尼村的一个农民家庭。幼年曾做过长工，铁匠和工人。1922年加入共青团。
- 1922年1月-3月，共青团莫什尼地区团支部书记。
- 1922年3月-1925年2月，莫什尼地区政府政治督察，政府主席。
- 1925年2月-1927年3月，切尔卡瑟州莫什尼地区工会主席。1926年7月加入联共（布）。
- 1927年3月-1929年9月，切尔卡瑟州莫什尼地区政府秘书。
- 1929年9月-1930年8月，切尔卡瑟州舍甫琴科地区政府教师，组织教学部主任。
- 1930年8月-1931年2月，舍甫琴科州（切尔卡瑟州）斯特布利夫区区长。
- 1931年2月-1932年2月，哈尔科夫市规划局长。
- 1932年2月-1936年9月，哈尔科夫铁路学院学习。
- 1936年9月-1938年1月，乌克兰南方铁路局机械工程师。
- 1938年1月-5月，哈尔科夫州政府代理秘书。
- 1938年5月-12月，乌共（布）日托米尔州委第二书记。
- 1938年12月-1939年7月，乌共（布）日托米尔州委第一书记。
- 1939年7月-1954年1月，乌克兰苏维埃社会主义共和国最高苏维埃主席团主席。卫国战争期间任乌克兰伤员难民救济委员会主任。
- 1954年1月-1959年，乌克兰苏维埃社会主义共和国部长会议第一副主席。
- 1959年-1961年，乌克兰苏维埃社会主义共和国部长会议副主席。
- 1962年-1966年，乌克兰苏维埃社会主义共和国部长会议顾问。
- 1966年起退休，享受基辅市个人养老金待遇。
- 1976年5月15日于基辅逝世，享年73岁。葬于拜科夫公墓。

格列丘哈是联共（布）18大，第18次代表会议，苏共19-21大代表，第20-21届中央候补委员；第1-5届苏联最高苏维埃联盟院代表，第1-5届乌克兰苏维埃社会主义共和国最高苏维埃代表。

## 荣誉
- 三次列宁勋章
- 十月革命勋章
- 一级波格丹·赫梅利尼茨基勋章
- 劳动红旗勋章
- 劳动英勇奖章
- 纪念列宁诞辰一百周年奖章
- 一级卫国战争游击队员奖章
- 保卫斯大林格勒奖章
- 保卫基辅奖章
- 1941－1945年伟大卫国战争战胜德国奖章
- 1941-1945年伟大卫国战争中忘我劳动奖章
- 1941-1945年伟大卫国战争胜利二十周年奖章
- 1941-1945年伟大卫国战争胜利三十周年奖章
- 苏联武装力量五十周年奖章
- 苏联武装力量六十周年奖章
- 开垦处女地奖章
- 乌克兰苏维埃社会主义共和国最高苏维埃荣誉证书

## 備註
1. ↑  烏克蘭語羅馬化：Mykhailo Serhiiovych Hrechukha